# Ауґустув (Пшасниський повіт)
Ауґустув (пол. Augustów) — село в Польщі, у гміні Красне Пшасниського повіту Мазовецького воєводства.
У 1975-1998 роках село належало до Цехановського воєводства.